# La recta final
La recta final es el primer extended play del cantante puertorriqueño Vico C en colaboración con el productor DJ Negro, lanzado el 30 de mayo de 1989 por Prime Entertainment, Inc. Es el primer trabajo discográfico profesional del cantante Vico C y marcó un punto de inflexión en la historia de la música urbana latina.

## Antecedentes underground (1984-1988) y transición a la música profesional (1989)
Antes de su debut profesional con La recta final, Vico C desarrolló su estilo durante sus años de adolescencia (entre los 13 y 17 años) a través de dos producciones underground de calidad inferior grabadas entre 1984 y 1988.

### Producciones underground
«Vico C - Underground» (circa 1984-1986):
1. «La Calle»
2. «Sin Pena»
3. «Katiria»
4. «No a las Drogas»

«Vico C - Porque Soy De La Calle» (circa 1986-1988):
1. «Cosa Nuestra De Barrio» (primera versión)
2. «Se Necesita Tener El Talento»
3. «El Filósofo» (primera versión)
4. «Sin Piedad»
5. «La Calle»
6. «Sin Pena»
7. «En Coma»
8. «No A Las Drogas»

### Contexto de las grabaciones
Según DJ Negro, todo comenzó como "un chiste" alrededor de 1985-1986, cuando organizaba competencias de rap en locales de Puerto Rico. Durante una de estas noches, dos jóvenes llamados "BG Princes" (uno de ellos era Vico C) ganaron la competencia siendo los únicos en cantar en español, algo inusual en esa época.
Estas grabaciones caseras representaron los primeros experimentos de Vico C con el rap en español. Algunas canciones como «El Filósofo», «Cosa Nuestra» y «No a las Drogas» fueron posteriormente regrabadas y refinadas para sus EP profesionales, mientras que otras como «Katiria» y «En Coma» fueron descartadas por su contenido cómico y vulgar.
Este período underground fue fundamental para desarrollar su estilo y establecer la base de lo que DJ Negro describió como "el vacilón que creó lo que hoy en día se conoce como reggaetón."

### Descubrimiento y primer contrato profesional (1988-1989)
El salto de Vico C de las producciones underground al ámbito profesional ocurrió a través de su encuentro con Jorge Oquendo, fundador de Prime Entertainment. Oquendo, quien había estudiado en Columbia University en Harlem durante los primeros años de la década de 1980 y había sido testigo del nacimiento del movimiento hip-hop estadounidense, regresó a Puerto Rico con la visión de introducir este género en el mercado latino.

#### Los conciertos "Rap Attacks"
Entre 1987 y 1988, Oquendo y su socio Miguel Correa organizaron una serie de conciertos llamados "Rap Attacks", realizando entre 40 y 50 eventos principalmente en el Mets Pavilion y ocasionalmente en el Coliseo de Puerto Rico. Esta iniciativa surgió como una alternativa más económica a los conciertos de heavy metal, que en 1986 costaban aproximadamente $75,000 dólares. Los "Rap Attacks" representaron las primeras presentaciones masivas de hip-hop en Puerto Rico y crearon el contexto necesario para el descubrimiento de talento local.

#### El primer contacto con Vico C
Durante uno de estos eventos, una persona se acercó a Oquendo solicitando la oportunidad de actuar como telonero para uno de los grupos principales. Oquendo, siguiendo los protocolos contractuales que requerían la aprobación del artista principal para todos los actos de apertura, pidió un demo para evaluación. Según Oquendo: "Me trajo el demo y ese demo eventualmente se convirtió en 'La recta final'. Era DJ Negro y Vico C".
El demo presentado consistía en grabaciones caseras donde Vico C rapeaba sobre bases instrumentales de hip-hop estadounidense existentes, una práctica común en las producciones underground de la época. La presentación en vivo tuvo una "reacción super espectacular" del público, lo que convenció a Oquendo del potencial comercial del dúo.

#### La formalización comercial
El éxito de la presentación llevó a Oquendo a proponer a su socio la comercialización profesional del material: "Eso suena super bien, a la gente le gusta y lo otro, vamos a convertirlo en negocio". Esta decisión marcó el inicio de Prime Records como la primera casa disquera dedicada exclusivamente al movimiento urbano en Puerto Rico.
Para formalizar el negocio discográfico, Oquendo se educó sobre la industria musical consultando el libro "This Business of Music" en la biblioteca de Columbia University, donde aprendió sobre derechos de autor, regalías y estructuras contractuales. Este conocimiento fue fundamental para establecer contratos legalmente sólidos con los artistas.

#### Desafíos de producción legal
Un obstáculo significativo surgió cuando Oquendo se percató de que las grabaciones originales de Vico C utilizaban instrumentales de hip-hop estadounidense sin autorización, lo cual presentaba serios riesgos de violación de derechos de autor. Como explicó Oquendo: "Discográficamente, en negocios asi, tú no puedes hacer eso porque ¿qué te pasa? Copyright, de una, demanda".
Segun Oquendo, para resolver esta situación, Prime Entertainment contrató una batería de productores musicales originales, incluyendo a Elvis García, Henry Giménez y otros virtuosos, quienes crearon instrumentales completamente nuevos para las composiciones de Vico C. Esta decisión, aunque incrementó los costos de producción, aseguró la originalidad musical y la protección legal del proyecto.

#### Impacto en la industria nasciente
La firma de Vico C con Prime Entertainment estableció el primer contrato profesional de un artista de rap en español, creando un precedente para la formalización comercial del género. Según Oquendo, este fue "el primer negocio que se hizo" en el contexto del movimiento urbano latino, sentando las bases para el desarrollo posterior de la industria.
Este período de transición entre las producciones underground y el debut profesional fue crucial para definir los estándares de calidad y legalidad que caracterizarían las futuras producciones del género urbano en Puerto Rico.

## Contexto histórico y estrategia comercial
En el momento del lanzamiento de La recta final, el concepto de un artista rapero- para fines de exportación fuera de Puerto Rico- era extraño y novedoso en Hispanoamérica, lo que presentó desafíos únicos de mercadeo. Debido a esta situación, Vico C fue inicialmente promocionado como "Orquesta Vico C" en las radiodifusoras tropicales en Estados Unidos, aprovechando su versatilidad como compositor y su capacidad para improvisar sobre bases de salsa.
Esta estrategia comercial temprana fue un "gancho" efectivo para introducir el rap en español en estaciones de radio que tradicionalmente se enfocaban en música tropical. Las promociones de la época documentan presentaciones de Vico C en festivales como el Hispanic Village/USA, donde apareció junto a orquestas de salsa y merengue en eventos realizados en junio de 1990. Estas evidencias muestran cómo Prime Entertainment utilizó su experiencia previa en la organización de espectáculos para orquestas tradicionales para introducir el rap en el mercado latino.

## Producción y grabación
El álbum fue grabado en Hummingbird Recording Studio y producido por Prime Entertainment, con Omar Merced como productor ejecutivo. La grabación y mezcla estuvo a cargo de Joe Vázquez, mientras que el diseño de carátula fue realizado por el propio Vico C, con el arte final desarrollado por Abelio.
La producción representó un esfuerzo rudimentario pero pionero de aproximación artística a nivel comercial, siendo uno de los primeros trabajos del género en comercializarse profesionalmente. El formato del EP, con solo cuatro canciones originales y sus respectivas versiones instrumentales, reflejaba las limitaciones y experimentación de la época.

## Recepción comercial e impacto
La recta final vendió 50,000 copias en Puerto Rico y Estados Unidos, siendo la primera producción de Prime Records tras la expansión de la compañía Prime Entertainment. El disco fue uno de los primeros del género en comercializarse y tuvo tal repercusión que generó un cambio sustancial en la música latina.
Jorge Oquendo declaró que el éxito de este EP estableció las bases para que Prime Records se convirtiera en un sello discográfico influyente en el desarrollo del rap en español y posteriormente del reggaetón.

## Análisis musical

### "Viernes 13"
La canción «Viernes 13» se destacó como un ejemplo temprano de "rap comedia", utilizando la figura icónica de Jason Voorhees de la franquicia cinematográfica Viernes 13 para crear una historia jocosa. Aunque no fue el primer ejemplo de storytelling humorístico en el rap en español (existían antecedentes como "Mi Abuela" de Wilfred y la Ganga y "La Escuela"), Vico C llevó este concepto a un nivel trascendental al apropiarse de un fenómeno cultural como Jason para crear una historia ingeniosa y creativa.
La narrativa desarrolla una historia completa donde Jason persigue a Vico C y su grupo por San Juan, llevando al icónico personaje de horror desde Crystal Lake hasta Puerto Rico. La canción incluye elementos como la persecución hasta el Castillo del Morro, un enfrentamiento armamentístico cómico, y culmina en el Joseph Café donde la comunidad logra someter temporalmente a Jason.
Este tema demostró la capacidad de Vico C para crear "storytelling brutal" y estableció un precedente para la narrativa cinematográfica en el rap en español. La canción se convirtió en la primera canción de rap que muchos jóvenes de la época aprendieron completa, palabra por palabra.

### Otros temas destacados
- «La recta final»: Canción título que le da nombre al álbum, compuesta antes del acuerdo con Prime Records y regrabada posteriormente en Aquel que había muerto en 1998.
- «El amor existe»: Compuesta en Pittsburgh, Estados Unidos, durante las producciones independientes de Vico C
- «Gusto, sexo y consecuencias»: Tema que exploraba temáticas adultas dentro del contexto del rap, utilizando recursos poéticos donde cada palabra se desarrollaba en acciones que llevaban a consecuencias trágicas. La canción estructura narrativamente las tres etapas: gusto (seducción), sexo (encuentro) y consecuencias (abandono y huida), mostrando la capacidad compositiva temprana de Vico C para abordar temas complejos

## Lista de canciones
| N.º                     | Título                                       | Duración        | Compositor(es)  | Arreglos         | Notas adicionales                              |
| Lado A                  | Lado A                                       | Lado A          | Lado A          | Lado A           | Lado A                                         |
| ----------------------- | -------------------------------------------- | --------------- | --------------- | ---------------- | ---------------------------------------------- |
| 1                       | «La recta final»                             | 6:31            | Vico C          | Vico C, DJ Negro | Canción título del álbum                       |
| 2                       | «Gusto, sexo y consecuencias»                | 3:11            | Vico C          | Vico C, DJ Negro |                                                |
| 3                       | «Viernes 13»                                 | 4:59            | Vico C          | Vico C, DJ Negro | Rap comedia usando la figura de Jason Voorhees |
| 4                       | «El amor existe»                             | 6:19            | Vico C          | Vico C, DJ Negro | Compuesta en Pittsburgh, Estados Unidos        |
| Lado B (Instrumentales) |                                              |                 |                 |                  |                                                |
| 5                       | «La recta final» (Instrumental)              | 6:29            | Vico C          | Vico C, DJ Negro |                                                |
| 6                       | «Gusto, sexo y consecuencias» (Instrumental) | 3:07            | Vico C          | Vico C, DJ Negro |                                                |
| 7                       | «Viernes 13» (Instrumental)                  | 5:00            | Vico C          | Vico C, DJ Negro |                                                |
| 8                       | «El amor existe» (Instrumental)              | 6:16            | Vico C          | Vico C, DJ Negro |                                                |
| Duración total:         | Duración total:                              | Duración total: | Duración total: | Duración total:  | 41:53                                          |

## Personal

### Artistas principales
- Vico C - Voz principal, compositor, arreglos, diseño de carátula
- DJ Negro - Arreglos, colaboración musical

### Producción
- Omar Merced - Productor ejecutivo
- Joe Vázquez - Grabación y mezcla
- Abelio - Arte final

### Distribución y técnico
- Grabado en: Hummingbird Recording Studio
- Distribuidor exclusivo: BM Record Dist. Inc.

## Información técnica
- Catálogo: Prime 1001
- Formato original: Vinilo LP (12"), posteriormente CD y casete
- Copyright: Prime Entertainment, Inc.
- Géneros principales: Hip-Hop, House, Hip-House, Electrónica

## Legado e influencia
La recta final estableció a Vico C como el primer rapero famoso en español y sentó las bases para el desarrollo posterior del género urbano en Hispanoamérica. La estrategia de comercialización como "orquesta" demostró la necesidad de adaptar conceptos musicales nuevos a mercados tradicionales.
La canción «Viernes 13» se convirtió en un referente cultural que influyó en futuras narrativas del rap en español, mientras que el álbum en su conjunto demostró que era posible comercializar exitosamente el rap en español fuera de su contexto original estadounidense.
En el álbum Aquel que había muerto (1998), se incluyó una nueva versión del sencillo homónimo con diferentes arreglos, demostrando la importancia perdurable de estas composiciones pioneras.

## Contexto en la discografía de Vico C
Este EP marcó el inicio de la colaboración entre Vico C y DJ Negro, que continuaría en el segundo EP Misión: La cima (1990). Posteriormente, Vico C se separaría de DJ Negro para comenzar su etapa de álbumes de estudio con Hispanic Soul (1991), estableciendo así una progresión clara en su evolución artística.